# Danh sách bảo tàng nghệ thuật được viếng thăm nhiều nhất thế giới
Bài này liệt kê những bảo tàng nghệ thuật được ghé thăm nhiều nhất trên thế giới vào năm 2021. Nguồn chính là cuộc khảo sát hàng năm của The Art Newspaper về số lượng du khách đến các bảo tàng nghệ thuật lớn vào năm 2021, xuất bản ngày 28 tháng 3 năm 2022.
Tổng số khách tham quan trong một trăm bảo tàng hàng đầu vào năm 2021 là 71 triệu du khách, tăng từ 54 triệu vào năm 2020, nhưng thấp hơn nhiều so với 230 triệu khách tại một trăm bảo tàng hàng đầu vào năm 2019.
Các bảo tàng ở Hoa Kỳ và Tây Âu thường đo lường lượng người tham dự trong năm dương lịch từ tháng 1 đến tháng 12, trong khi nhiều bảo tàng ở Đông Á và Anh đo lường lượng người tham dự cho năm tài chính, từ tháng 4 đến tháng 3.

## Danh sách
| Số thứ tự. | Bảo tàng | Quốc gia và thành phố                   | Du khách hàng năm | Hình ảnh                                                    |
| ---------- | --- | --------------------------------------- | ----------------- | ----------------------------------------------------------- |
| 1          | Louvre | Paris                                   | 2,825,000 (2021)  |                                                             |
| 2          | Russian Museum                                                                                               | Moscow                                  | 2,260,231 (2021)  |                                                             |
| 3          | Multimedia Art Museum                                                                                        | Moscow                                  | 2,242,405 (2021)  |                                                             |
| 4          | Metropolitan Museum of Art                                                                                   | New York                                | 1,958,000 (2021)  |                                                             |
| 5          | National Gallery of Art                                                                                      | Washington, D.C.                        | 1,704,606 (2021)  | \|                                                          |
| 6          | State Hermitage Museum                                                                                       | Saint Petersburg                        | 1,649,443 (2021)  | State Hermitage Museum, St. Petersburg, Nga                 |
| 7          | Museo Reina Sofía                                                                                            | Madrid                                  | 1,643,108 (2021)  | Museo Nacional Centro de Arte Reina Sofía, Madrid, Spain    |
| 8          | Vatican Museums                                                                                              | Rome                                    | 1,612,530 (2021)  |                                                             |
| 9          | Tretyakov Gallery                                                                                            | Moscow                                  | 1,580,819 (2021)  |                                                             |
| 10         | Musée National d'Art Moderne (Centre Pompidou)                                                               | Paris                                   | 1,501,040 (2021)  | The Centre Pompidou, Paris, France                          |
| 11         | British Museum                                                                                               | London                                  | 1,327,120 (2021)  | The British Museum, London, England                         |
| 12         | Bảo tàng quốc gia Hàn Quốc                                                                                   | Seoul                                   | 1,262,562 (2021)  | National Museum of Korea, Seoul, Korea                      |
| 13         | Museo del Prado                                                                                              | Madrid                                  | 1,175,296 (2021)  |                                                             |
| 14         | Royal Castle, Warsaw                                                                                         | Warsaw                                  | 1,168,821 (2021)  |                                                             |
| 15         | Museum of Modern Art                                                                                         | New York                                | 1,160,686 (2021)  |                                                             |
| 16         | Tate Modern                                                                                                  | London                                  | 1,156,037 (2021)  |                                                             |
| 17         | Tokyo Metropolitan Art Museum                                                                                | Tokyo                                   | 1,049183 (2021)   |                                                             |
| 18         | Musée d'Orsay                                                                                                | Paris                                   | 1,044,365 (2021)  | The Musée d'Orsay, Paris, France                            |
| 19         | Somerset House                                                                                               | London                                  | 984,978 (2021)    | Somerset House, London, England                             |
| 20         | Uffizi Gallery                                                                                               | Florence                                | 969,978 (2021)    | Rijksmuseum Amsterdam, front, detail                        |
| 21         | National Museum of Modern and Contemporary Art                                                               | Seoul                                   | 937,484 (2021)    | Tập tin:MMCA-Gwacheon.jpg                                   |
| 22         | The National Art Center, Tokyo                                                                               | Tokyo                                   | 881,733 (2021)    |                                                             |
| 23         | Shanghai Museum                                                                                              | Shanghai                                | 880,457 (2021)    |                                                             |
| 24         | Victoria and Albert Museum                                                                                   | London                                  | 857,742 (2021)    | Victoria and Albert Museum, London, England                 |
| 25         | Museum of New Zealand Te Papa Tongarewa                                                                      | Wellington                              | 808,706 (2021)    |                                                             |
| 26         | Museum of European and Mediterranean Civilisations (MUCEM)                                                   | Marseille                               | 806,649 (2021)    |                                                             |
| 27         | National Gallery of Victoria                                                                                 | Melbourne                               | 801,699 (2021)    |                                                             |
| 28         | Pushkin State Museum of Fine Arts                                                                            | Moscow                                  | 766,325 (2021)    |                                                             |
| 30         | National Gallery                                                                                             | London                                  | 708,924 (2021)    | The National Gallery, London, England                       |
| 10         | 21st Century Museum of Contemporary Art, Kanazawa                                                            | Kanazawa                                | 971,256 (2020)    | 21st Century Museum of Contemporary Art, Kanazawa, Kanazawa |
| 18         | Centro Cultural Banco do Brasil                                                                              | Rio de Janeiro                          | 790,357 (2020)    |                                                             |
| 20         | National Gallery Singapore                                                                                   | Singapore                               | 736,132 (2020)    |                                                             |
| 22         | Fabergé Museum in Saint Petersburg                                                                           | Saint Petersburg                        | 728,779 (2020)    |                                                             |
| 23         | Tokyo National Museum                                                                                        | Tokyo                                   | 724,762 (2020)    |                                                             |
| 26         | Rijksmuseum                                                                                                  | Amsterdam                               | 675,000 (2020)    | Rijksmuseum Amsterdam, front, detail                        |
| 33         | Pushkin State Museum of Fine Arts                                                                            | Moscow                                  | 564,431 (2020)    |                                                             |
| 29         | National Palace Museum                                                                                       | Taipei                                  | 642,163 (2020)    |                                                             |
| 32         | National Museum of Western Art                                                                               | Tokyo                                   | 603,114 (2020)    |                                                             |
| 34         | Art Gallery of New South Wales                                                                               | Sydney                                  | 548,190 (2020)    |                                                             |
| 35         | Huntington Library                                                                                           | San Marino, California                  | 547,000 (2020)    |                                                             |
| 37         | Van Gogh Museum                                                                                              | Amsterdam                               | 516,990 (2020)    |                                                             |
| 40         | Kunsthistorisches Museum                                                                                     | Vienna                                  | 454,291 (2020)    |                                                             |
| 41         | National Museum of Scotland                                                                                  | Edinburgh                               | 444,437 (2020)    |                                                             |
| 42         | ARoS Aarhus Kunstmuseum                                                                                      | Aarhus                                  | 440,869 (2020)    |                                                             |
| 43         | Musée du quai Branly                                                                                         | Paris                                   | 438,813 (2020)    |                                                             |
| 44         | Grand Palais                                                                                                 | Paris                                   | 437,786 (2020)    |                                                             |
| 45         | National Portrait Gallery (Australia)                                                                        | Canberra                                | 430,932 (2020)    |                                                             |
| 46         | Moscow Kremlin Museums                                                                                       | Moscow                                  | 424,922 (2020)    |                                                             |
| 47         | Mireuksaji Museum                                                                                            | Iksan                                   | 417,527 (2020)    |                                                             |
| 48         | Tel Aviv Museum of Art                                                                                       | Tel Aviv                                | 414,151 (2020)    |                                                             |
| 50         | Louisiana Museum of Modern Art                                                                               | Humlebæk                                | 402,950 (2020)    |                                                             |
| 51         | Museum of Fine Arts, Houston                                                                                 | Houston                                 | 401,935 (2020)    |                                                             |
| 52         | Tate Britain                                                                                                 | London                                  | 391,599 (2020)    |                                                             |
| 53         | Palazzo Reale                                                                                                | Milan                                   | 390,716 (2020)    |                                                             |
| 54         | Royal Academy of Arts                                                                                        | London                                  | 385,775 (2020)    |                                                             |
| 55         | UCCA Center for Contemporary Art                                                                             | Beijing                                 | 385,295 (2020)    |                                                             |
| 56         | Museum of Contemporary Art Australia                                                                         | Sydney                                  | 367,849 (2020)    |                                                             |
| 57         | Art Institute of Chicago                                                                                     | Chicago                                 | 365,660 (2020)    |                                                             |
| 58         | Gyeongju National Museum                                                                                     | Gyeongju                                | 365,294 (2020)    |                                                             |
| 59         | Albertina | Vienna                                  | 360,073 (2020)    |                                                             |
| 60         | Saatchi Gallery                                                                                              | London                                  | 354,787 (2020)    |                                                             |
| 61         | Crystal Bridges Museum of American Art                                                                       | Bentonville, Arkansas                   | 353,123 (2020)    |                                                             |
| 62         | Thyssen-Bornemisza Museum                                                                                    | Madrid                                  | 341,008           |                                                             |
| 63         | Art Gallery of South Australia                                                                               | Adelaide                                | 330,249           |                                                             |
| 64         | Gallery of Modern Art, Brisbane                                                                              | Brisbane                                | 330,031           |                                                             |
| 65         | Louvre Abu Dhabi                                                                                             | Abu Dhabi                               | 324,718           |                                                             |
| 66         | Acropolis Museum                                                                                             | Athens                                  | 324,633 (2020)    |                                                             |
| 67         | Museo Soumaya                                                                                                | Mexico City                             | 321,803 (2020)    |                                                             |
| 68 69      | Donald W. Reynolds Center (gồm hai bảo tàng là National Portrait Gallery và Smithsonian American Art Museum) | Washington D.C.                         | 321,286 (2020)    |                                                             |
| 70         | Galleria dell'Accademia                                                                                      | Florence                                | 319,453 (2020)    |                                                             |
| 71         | Städel Museum                                                                                                | Frankfurt                               | 318,792 (2020)    |                                                             |
| 72         | Berardo Collection Museum                                                                                    | Lisbon                                  | 317,028 (2020)    |                                                             |
| 73         | Guggenheim Museum Bilbao                                                                                     | Bilbao                                  | 315,908 (2020)    |                                                             |
| 74         | National Museum in Krakow                                                                                    | Krakow                                  | 311,362 (2020)    |                                                             |
| 75         | Instituto Tomie Ohtake                                                                                       | São Paulo                               | 309,760 (2020)    |                                                             |
| 76         | National Portrait Gallery                                                                                    | London                                  | 309,402 (2020)    |                                                             |
| 77         | Scottish National Gallery                                                                                    | Edinburgh                               | 304,560 (2020)    |                                                             |
| 78         | National Gallery of Australia                                                                                | Canberra                                | 302,592 (2020)    |                                                             |
| 79         | Montreal Museum of Fine Arts                                                                                 | Montreal                                | 301,474 (2020)    |                                                             |
| 80         | Deutsches Historisches Museum                                                                                | Berlin                                  | 299,002 (2020)    |                                                             |
| 81         | Garage Museum of Contemporary Art                                                                            | Moscow                                  | 291,794 (2020)    |                                                             |
| 82         | Beyeler Foundation                                                                                           | Basel                                   | 291,604 (2020)    |                                                             |
| 83         | National Gallery of Denmark                                                                                  | Copenhagen                              | 285,901 (2020)    |                                                             |
| 84         | Centro Cultural Banco do Brasil                                                                              | São Paulo                               | 282,998 (2020)    |                                                             |
| 85         | National Gallery Prague                                                                                      | Prague                                  | 282,562 (2020))   |                                                             |
| 86         | Imperial War Museum                                                                                          | London                                  | 278,797 (2020)    |                                                             |
| 87         | Daegu National Museum                                                                                        | Daegu                                   | 277,887 (2020)    |                                                             |
| 88         | Stedelijk Museum Amsterdam                                                                                   | Amsterdam                               | 277,000 (2020)    |                                                             |
| 89         | Royal Museums of Fine Arts of Belgium                                                                        | Brussels                                | 273,571 (2020)    |                                                             |
| 90         | Österreichische Galerie Belvedere                                                                            | Vienna                                  | 271,621 (2020)    |                                                             |
| 91         | World Museum                                                                                                 | Liverpool                               | 271,058 (2020)    |                                                             |
| 92         | Queensland Art Gallery                                                                                       | Brisbane                                | 271,030 (2020)    |                                                             |
| 93         | National Museum of Art, Osaka                                                                                | Osaka                                   | 270,097 (2020)    |                                                             |
| 94         | Getty Center                                                                                                 | Los Angeles                             | 267,035 (2020))   |                                                             |
| 95         | Virginia Museum of Fine Arts                                                                                 | Richmond, Virginia                      | 260,350 (2020)    |                                                             |
| 96         | Kelvingrove Art Gallery and Museum                                                                           | Glasgow                                 | 259,978 (2020)    |                                                             |
| 97         | Frederik Meijer Gardens & Sculpture Park                                                                     | Grand Rapids Charter Township, Michigan | 259,329 (2020)    |                                                             |
| 98         | Louis Vuitton Foundation                                                                                     | Paris                                   | 253,409 (2020)    |                                                             |
| 99         | Christchurch Art Gallery                                                                                     | Christchurch                            | 253,058 (2020)    |                                                             |
| 100        | Museum of Fine Arts, Boston                                                                                  | Boston                                  | 249,881 (2020)    |                                                             |